# Alfonso Carafa
Alfonso Carafa (Nàpols, 16 de juliol de 1540 - Nàpols, 29 de d'agost de 1565) va ser un cardenal i arquebisbe catòlic italià, besnet de Gian Pietro Carafa, que va ser Papa entre 1555 i 1559 sota el nom de Pau IV, i no va dubtar a envoltar-se d'un gran nombre de familiars als quals confià els llocs més importants i rendibles dels Estats pontificis.

## Biografia
Fill d'Antonio Carafa, que més tard seria marquès de Montebello, als 9 anys va ser rebut a Roma pel besoncle Gian Pietro, el futur Papa Pau IV, que li va donar com a tutor per l'humanista Giampaolo Flavio. Molt volgut pel seu besoncle, quan va ascendir al tron papal Alfonso Carafa va ser creat cardenal de l'ordre diaconal (consistori de 15 de març, 1557); unes setmanes després (9 d'abril de 1557) va ser triat administrador de l'arxidiòcesi de Nàpols. En els anys següents va obtenir nombrosos comandes, alguns títols de governador, i va substituir les funcions del cardenal Carlo Carafa, el seu oncle, absent per a una missió diplomàtica. El Papa va crear per a ell un nou càrrec curial: "regent de la Cambra Apostòlica" (28 de novembre de 1558), amb grans rendes i poders. La confiança del Papa en ell mai va minvar.
La carrera d'Alfonso Carafa es va trencar bruscament amb la mort de Pau IV (18 d'agost de 1559). El nou Papa, Pius IV va obrir una investigació sobre els familiars del seu predecessor i va acusar Alfonso Carafa del robatori de joies i diners i possessió de llibres prohibits. El 7 de juny de 1560, Alfonso va ser arrestat i empresonat al Castell de Sant'Angelo.L'execució dels seus familiars (5 de març de 1561) li va obligar a signar una sol·licitud de gràcia associant la renúncia al títol de "regent" i la promesa de retornar 100.000 escuts que havia robat. No obstant això, va trobar dificultats per trobar els diners que s'havia compromès a pagar tot i haver venut tots els beneficis i les prebendes més riques de la seva possessió.
A l'estiu de 1562 va participar en una conspiració per fer un atemptat contra el Papa. Per escapar de la detenció es va refugiar primer a Sant'Angelo a Scala, a la Campània, i va demanar protecció a Felip II de Castella, governant del Virregnat de Nàpols. En obtenir l'asil, va fugir a Nàpols (25 d'octubre de 1562) i es dedicà des de llavors per a l'estudi del dret i per la cura de la diòcesi de Nàpols. Es va dedicar a l'aplicació dels decrets tridentins, en particular a l'examen del clergat, a les visites pastorals i a la repressió de l'heretgia. Fins i tot va ser acusat d'heretgia per un tal Abbaticchio També es va preocupar d'obtenir l'ordenació sacerdotal (16 d'abril de 1564) i la consagració episcopal (30 de juny de 1565). La mort sobtada en una edat jove va donar a llum a les acusacions habituals d'enverinament per ordre de Pius IV qui, per fugarle des de llavors es van manifestar en diverses ocasions expressions d'elogi per al mort Alfonso Carafa.